# Rafolče
Rafolče este o localitate din comuna Lukovica, Slovenia, cu o populație de 221 de locuitori.